# Dirk van Leyden
Dit overzicht is mogelijk incompleet; u kunt helpen door het uit te breiden.
Dirk van Leij(y)den (Krommenie, 16 mei 1803 – aldaar, 25 juli 1850) was een Nederlandse burgemeester.
Van Leyden was een zoon van Gerrit van Leyden en Sijtje IJff. Dirk huwde te Wormerveer met Lijsbeth Laan. Van huis uit was hij rolreder. Van Leyden werd burgemeester van Krommenie en overleed datzelfde jaar nog op 47-jarige leeftijd.